# Platan v Běstvině
Platan v Běstvině je památný strom. Chráněný platan javorolistý (Platanus hispanica) roste u zámku v obci Běstvina. Jeho výška dosahuje cca 40 m a obvod kmene ve výčetní výšce je cca 584 cm (údaj z roku 2009). Kmen se ve výšce cca 2,5 m rozvětvuje do tří hlavních větví. Jedná se o mimořádně vzrostlý strom, který je chráněn od roku 1996.